# Кашгар (жилой массив)
Кашга́р (узб. Qashqar) — жилой массив Юнусабадского района Ташкента, исторический район города, находящийся в месте, где располагались пригороды старого Ташкента, недалеко от Кашгарских ворот городской стены, по левому берегу канала Анхор. Среди горожан более распространено неофициальное название местности — Кашгарка, которое также встречается и в некоторых печатных изданиях и, в особенности, в литературных произведениях разных авторов.

## История
Кашгар — исторический район Ташкента, получивший своё название по месту расселения выходцев из Кашгара в XVII—XVIII веках. Находившиеся недалеко от поселения Кашгар Кокандские ворота Ташкента, также стали называть Кашгарскими воротами. До середины XIX века Кашгарские ворота, являлись одними из основных ворот Ташкента, через которые в город входили караваны, идущие из Китая по древнему отрезу Великого Шёлкового пути.
В Ташкенте позднефеодального периода в районе расположения Кашгарских ворот существовала махалля «Кашгар» («Кашгарка» — этноним, до сих пор сохранившийся в топонимике города). Насчитывалось 127 домовладений. Основное население — переселенцы из Кашгара. Главное занятие — торговля. Имелись базар, караван-сарай, мечеть и др. Позднее уйгуры оседали и в Паркенте (ныне Ташкентская область).
Кашгар стал северной окраиной нового, вновь строившегося русского Ташкента. Первоначально здесь располагались казармы войсковых частей, но позднее было построено много доходных домов, в которых селился более бедный люд, чем в центре нового города. Границей этого района можно условно считать Управление начальника города (полицейское управление), находившееся рядом с мостом через Анхор на Урде́. На Кашгаре жил русский художник Василий Верещагин во время написания Туркестанского этнографического альбома. В этом районе находился Обуховский сквер, разбитый вокруг братской могилы русских солдат, погибших во время первого штурма Ташкента в 1864 году, войсками генерала Черняева. В 1910 году над могилой был установлен памятник, впоследствии снесённый большевиками в 1918 году.
Во время Великой Отечественной войны на Кашгаре массово селились люди, эвакуированные из европейской части СССР, в том числе и евреи, о чем в своих книгах пишут известные израильские русскоязычные писатели Дина Рубина и Эли Люксембург.
В апреле 1966 года в районе Кашгара находился эпицентр разрушительного Ташкентского землетрясения. Эта часть города наиболее сильно пострадала от природного катаклизма, жилые постройки и сквер были практически полностью разрушены. После восстановления Ташкента, новый жилой массив, построенный на месте исторического района, получил название Ц-4. От старой застройки сохранилось лишь одно трёхэтажное здание и несколько старых акаций Обуховского сквера. В 1970 году, здесь был установлен Мемориальный комплекс «Мужество» и музей, посвящённый этому трагическому событию.
С начала 90-х годов районам и массивам Ташкента начинают возвращать исконные исторические названия, массив Ц-4 не стал исключением. В 1990 году массиву было официально присвоено название Кашгар.

## В культуре
Топоним «Кашгарка» упоминается в припеве песни, изначально написанной Джасуром Исхаковым для своего фильма «Останься...» (1992). С небольшими изменениями в тексте она впоследствии получила известность в аранжировке и исполнении Бориса Тохтахунова, став «визитной карточкой» певца:
Ах, Кашгарка, Кашгарка, Кашгарка!
Тупики, переулки, дворы.
Мы гуляли с тобой по Кашгарке,
Целовались всю ночь до зари.